# جرمی لمب
جرمی لمب (انگلیسی: Jeremy Lamb؛ زادهٔ ۳۰ مهٔ ۱۹۹۲) بازیکن بسکتبال اهل ایالات متحده آمریکا است.

## حرفه
از باشگاه‌هایی که در آن بازی کرده‌است می‌توان به ایندیانا پیسرز، شارلوت هورنتس، و اکلاهما سیتی تاندر اشاره کرد.